# Colomychus florepicta
Colomychus florepicta is een vlinder uit de familie van de grasmotten (Crambidae), uit de onderfamilie van de Spilomelinae. De wetenschappelijke naam van deze soort is voor het eerst voorgesteld als Syngamia florepicta door Harrison Gray Dyar Jr. in een publicatie uit 1914.
De soort komt voor in Mexico.